# Trapa incisa
Trapa incisa, jedna od dviju vrsta vodenih biljaka iz roda orašca, porodica vrbičevki. Za razliku od njemu srodnog vodenog orašca koja raste i po Europi i po Aziji, ova vrsta raste samo po Aziji, i to po Kini, Tajvanu, Javi, Korejskom poluotoku, Vijetnamu, Japanu i Ruskom Dalekom istoku.

## Podvrste
1. Trapa incisa var. maximowiczii (Korshinsky) C. J. Chen